# Kantongerecht 's-Hertogenbosch
Het kantongerecht 's-Hertogenbosch was van 1838 tot 2002 een van de kantongerechten in Nederland. Bij de oprichting was 's-Hertogenbosch het eerste kanton van het gelijknamige arrondissement. Als kantongerecht in de hoofdstad van een provincie was het een kanton der 1ste klasse.